# 杰拉德·柯伊伯
杰拉德·彼得·柯伊伯（英語：Gerard Peter Kuiper，/ˈkaɪpər/ KY-pər；1905年12月7日—1973年12月23日），荷兰语原名赫里德·彼得·柯伊伯（荷蘭語：Gerrit Pieter Kuiper，發音：[ˈɣɛrɪt ˈpitər ˈkœypər]），荷裔美籍的天文學家，出生教育都在荷蘭，他在1933年來到美國，1937年成為美國公民。

## 早年生活
杰拉德·柯伊伯出生在北荷蘭省的Tuitjenhorn，是一位裁縫師的兒子。他從小對天文有極高興趣，並且有絕佳的視覺，據說他可以用肉眼看到7.5等恆星，是一般人能看到的最暗星等的四倍暗。1924年他進入萊頓大學學習天文學，和同學巴特·包克、彼得·奧斯特霍夫是好友。受教於天文學家埃希納·赫茨普龍、安東尼·潘涅庫克、威廉·德西特、扬·沃尔彻、簡·亨德里克·奧爾特和物理學家保羅·埃倫費斯特。1927年他取得學士學位後繼續攻讀研究所；1933年時以聯星的博士論文取得學位，指導教授是埃希納·赫茨普龍。
之後他到美國加州利克天文台在天文學家罗伯特·格兰特·艾特肯門下研究。1935年他到了哈佛大學天文台並於1936年結婚。他原本有到爪哇島博斯查天文台（Bosscha Observatory）工作的計劃，但後來在芝加哥大學葉凱士天文台得到職位並於1937年歸化為美國公民。他發起了葉凱士－麥克唐納小行星巡天計劃（1950至1952年）。

## 研究
他發現了天衛五和海衛二。他是古柏帶假說的提出人之一，雖然他認為行星重力的攝動會使海王星外區域的天體全部被清除。1944年時他發現火星大氣含有二氧化碳以及土衛六有富含甲烷的大氣層。1960年代他使用康維爾990型飛機進行紅外線天文觀測。
柯伊伯發現了幾個聯星並以「柯伊伯號碼」編號，如KUI79。1960年代他負責決定阿波羅計畫在月球上的登陸地點。

## 晚年生活
柯伊伯一生大部分的時間都在芝加哥大學。但1960年時他到了亞利桑那大學成立月球與行星實驗室（Lunar and Planetary Laboratory）；直到去世前他都是該實驗室主任。
1973年他與其妻在墨西哥市度假時去世。之後月球與行星實驗室其中一棟大樓以其名字命名做為紀念。

## 榮譽
- 1947年法國天文學會皮埃爾·讓森獎。
- 1959年美國天文學會亨利·諾利斯·羅素講座。
- 1969年美國科學促進會與富蘭克林研究所克卜勒金質獎章。

## 以其名字命名事物
- 小行星1776
- 月球、火星、水星各有一撞擊坑以其名字命名。
- 柯伊伯機載天文台
- 古柏帶
- 傑拉德·柯伊伯獎，美國天文學會行星科學部給與行星科學家最高獎項。著名獲獎者有卡爾·薩根、詹姆斯·范·艾倫、尤金·舒梅克。
- 古柏計畫（英语：Project Kuiper）

## 外部連結
- Gerard Peter Kuiper: NASA KAO's Namesake